# Punta Mary
Punta Mary ist eine Landspitze an der Ostküste der Kopaitic-Insel in der Gruppe der Duroch-Inseln nordwestlich der Antarktischen Halbinsel.
Wissenschaftler der 2. Chilenischen Antarktisexpedition (1947–1948) benannten sie nach der Ehefrau von Jorge Gándara Bofill, Kapitän der Covadonga bei dieser Forschungsreise.